# Boynik Point
Der Boynik Point (englisch; bulgarisch нос Бойник nos Bojnik) ist eine abgerundete und felsige Landspitze am nordöstlichen Ende von Desolation Island im Archipel der Südlichen Shetlandinseln. Sie liegt 3,2 km ostsüdöstlich des Kap Danger, 9 km westlich des Williams Point, 7,6 km nordwestlich des Kotis Point, 12,15 km nordöstlich des Siddins Point an der Südostseite der Einfahrt zur Kozma Cove.
Bulgarische Wissenschaftler kartierten sie 2005, 2009 und 2017. Die bulgarische Kommission für Antarktische Geographische Namen benannte sie 2017 nach der Ortschaft Bojnik im Süden Bulgariens.